# Abderrahmane Anou
Abderrahmane Anou (* 29. Januar 1991) ist ein algerischer Leichtathlet, der sich auf den 1500-Meter-Lauf spezialisiert hat.

## Sportliche Laufbahn
Abderrahmane Anou tritt seit 2010 in internationalen Wettkämpfen in der Leichtathletik an. Im März nahm er am U20-Rennen bei den Crosslauf-Weltmeisterschaften in Bydgoszcz teil, das er auf dem 43. Platz beendete. Später qualifizierte er sich für die Teilnahme im 1500-Meter-Rennen bei den U20-Weltmeisterschaften im kanadischen Moncton, zu denen er im Juli antrat. Dabei zog er in das Finale ein, in dem er mit neuer Bestzeit von 3:38,86 min die Silbermedaille gewinnen konnte. 2011 wurde er Algerischer Vizemeister über 1500 Meter und stellte in jenem Jahr zudem seine persönliche Bestleistung von 3:38,2 min auf. 2013 trat er im Juni bei den Mittelmeerspielen im türkischen Mersin an, bei denen er mit einer Zeit von 3:36,93 den vierten Platz belegte. Das gleiche Resultat erreichte er Ende September bei den Islamic Solidarity Games in Palembang auf Indonesien.
Nachdem er die komplette Saison 2014 aussetzen musste, lief Anou im Juli 2015 neue Bestzeiten über 1000 und 3000 Meter. 2017 wurde er erstmals Algerischer Meister im 1500-Meter-Lauf. Im August trat er bei den Weltmeisterschaften in London an, schied allerdings als Zwölfter seines Laufes bereits nach dem Vorlauf aus. 2018 gelang es ihm, seinen Meistertitel bei den Algerischen Meisterschaften zu verteidigen.

## Wichtige Wettbewerbe
| Jahr                 | Veranstaltung                 | Ort                  | Platz                | Disziplin            | Zeit                 |
| Startet für Algerien | Startet für Algerien          | Startet für Algerien | Startet für Algerien | Startet für Algerien | Startet für Algerien |
| -------------------- | ----------------------------- | -------------------- | -------------------- | -------------------- | -------------------- |
| 2010                 | Crosslauf-Weltmeisterschaften | Bydgoszcz            | 43.                  | U20-Rennen           | 24:14 mim            |
| 2010                 | U20-Weltmeisterschaften       | Moncton              | 2.                   | 1500 m               | 3:38,86 min          |
| 2013                 | Mittelmeerspiele              | Mersin               | 4.                   | 1500 m               | 3:36,93 min          |
| 2013                 | Islamic Solidarity Games      | Palembang            | 4.                   | 1500 m               | 3:41,33 min          |
| 2017                 | Weltmeisterschaften           | London               | 35.                  | 1500 m               | 3:47,38 min          |

## Persönliche Bestleistungen
Freiluft
- 1000 m: 2:17,92 min, 1. Juli 2015, Nancy
- 1500 m: 3:35,2 min, 8. Juli 2011, Algier
- 3000 m: 7:53,54 min, 6. Juli 2015, Sotteville-lès-Rouen
- 5 km Straße: 13:59 min, 31. Dezember 2020, Barcelona, (algerischer Rekord)

Halle
- 800 m: 1:51,67 min, 17. Januar 2020, Miramas
- 1500 m: 3:40,88 min, 31. Januar 2017, Reims
- 3000 m: 7:58,50 min, 12. Februar 2017, Metz